# Tsoum
Le TSUM ou  TSOUM (en russe : ЦУМ, acronyme de Центральный универсальный магазин, « Magasin Central Universel ») est l'un des plus célèbres magasins de Moscou. Situé dans un bâtiment historique, à l'angle de la rue Petrovka et de la rue Neglinnaïa, il fait partie du groupe Mercury.

## Création
En 1857, deux commerçants écossais, Andrew Muir et Archibald Mirrielees, fondent une société de vente Muir et Mirrielees. Puis cette société achète un bâtiment pour y installer un magasin, place Theatralnaïa (place des Théâtres), à côté du théâtre Bolchoï. 
En 1908, l'on construit un nouveau bâtiment dans le style art moderne et néogothique, selon les plans du célèbre architecte Robert Klein. Muir et Mirrielees devient le premier magasin d’une telle dimension en Russie (on y trouvait des vêtements, des chaussures, de la joaillerie, de la parfumerie, des jouets pour les enfants, etc), suscitant l'engouement des contemporains.
« Aux yeux des moscovites, écrivait l'un d’eux, Muir et Mirrielees est une exposition de tout ce que vend la capitale, prenant en considération les goûts de la haute société et ceux de la classe moyenne ».

## Le TSOUM de nos jours
Aujourd’hui le TSOUM (comme le GOUM) est un des lieux les plus connus de la ville, un lieu de mode et un des plus grands magasins d’Europe, où sont présentées plus de 1 000 marques du prêt-a-porter, de la parfumerie et de la joaillerie. 
La gastronomie y est représentée par le magasin TSUM Globus Gourmet, un restaurant de cuisine d’auteur, un salon à cigares, un café et un bar du champagne Veuve Clicquot.
L’apparition de nouvelles collections au TSOUM  donne lieu à des campagnes publicitaires mettant en scène des vedettes du monde de la mode : Milla Jovovich, Naomi Campbell, Daria Werbowi, Małgosia Bela et Mathias Lauridsen, par exemple.
De grands créateurs de mode, tels que Roland Mouret, Carolina Herrera et Victoria Beckham viennent au TSOUM présenter leurs collections aux visiteurs et aux clients du magasin.
Plusieurs services exclusifs sont offerts aux clients du TSOUM : VIP shopping, stylistes professionnels, beauté, cours d’art contemporain, etc.

## Le TSOUM et ses filiales
En avril 2008, le TSOUM a ouvert ses portes au Barvikha Luxury Village et au TSUM Outlet au Mega Tepliy Stan, qui est un magasin de soldes des collections présentées au TSOUM, ouvert en juillet 2009. 

## Activité culturelle et de bienfaisance
Le TSOUM a lancé une série de projets de bienfaisance : en septembre 2009, il a organisé une action d’assistance aux enfants-orphelins et en mars 2010 une exposition de photos consacrée à la lutte contre le cancer.
Les expositions et les projets d’art sont organisés par la TSUM Art Foundation (fondation qui s’occupe d’art contemporain). En 2007, dans le cadre de la deuxième biennale de l’Art contemporain de Moscou, le TSOUM a présenté un projet « Vidéo-art américain ». L’exposition monographique de Yoko Ono « L’Odyssée d’un cafard », ainsi que l’exposition d'art chinois « Chine, en avant ! » y ont également été organisées. En 2009, le public a vu l’installation de l’artiste russe Oleg Koulik « Moscou. TSOUM ».